# Indywidualne Mistrzostwa Świata w Ice Speedwayu 1966
Indywidualne Mistrzostwa Świata na lodzie 1966 – cykl zawodów motocyklowych na lodzie, mający na celu wyłonienie medalistów indywidualnych mistrzostw świata w sezonie 1966. Rozegrano cztery turnieje finałowe. Tytuł wywalczył Gabdrachman Kadyrow.

## Historia i zasady
Mistrzostwa świata zastąpiły rozegrane w latach 1964-1965 mistrzostwa Europy. W światowym czempionacie wzięło udział 32 zawodników z 12 krajów, biorących udział w dwóch rundach półfinałowych rozgrywanych w Leningradzie i Nowosybirsku, które wygrali odpowiednio Jurij Czekranow i Wiktor Kuzniecow. Seria finałowa składała się z czterech jednodniowych rund, spośród których dwie zostały rozegrane na stadionie Stroitiel w Ufie, dwie kolejne na stadionie Dinamo w Moskwie. Punkty w każdych zawodach otrzymywało 6 najlepszych zawodników dnia, w końcowej klasyfikacji odrzucano najsłabszy rezultat. Finały były transmitowane w Związku Radzieckim i poza jego granicami za pośrednictwem Interwizji.
Pierwszy finał (19 lutego)
Początkowo poza konkurencją był Jurij Czekranow, który wygrał cztery swoje biegi, w tym z Kadyrowem, zwycięzcą rundy, jak i później całego cyklu. W piątej serii Czekranow upadł, przez co został sklasyfikowany na 2. miejscu, trzeci był Jurij Dudorin.
Drugi finał (20 lutego)
Kadyrow i Czekranow byli niepokonani po czterech seriach startów. Do ich bezpośredniego pojedynku doszło w 19. biegu - wygrał w nim Kadyrow. Trzecie miejsce na podium zajął Antonín Šváb.
Trzeci finał (24 lutego)
Kadyrow wygrał trzeci finał i zapewnił sobie tytuł mistrzowski bez konieczności udziału w ostatniej rundzie. Tego dnia nowego mistrza pokonał jedynie Boris Samorodow w 19. biegu, samemu kończąc finał na 3 pozycji. Drugi był Wiktor Kuzniecow, który podobnie jak nowo kreowany mistrz świata zgromadził 14 punktów, ale przegrał z nim bezpośredni bieg.
Czwarty finał (25 lutego)
Mistrz świata Gabdrachman Kadyrow zrezygnował z udziału w czwartej rundzie, a jego miejsce zastąpił zawodnik rezerwowy, Fin Martti Koivuoja. Zawody nie straciły jednak na swoim znaczeniu, ponieważ trwała walka o miejsca drugie i trzecie. Aspirujący na podium Wiktor Kuzniecow już w pierwszej serii stracił punkt na rzecz Jurija Dudorina. Po czterech seriach startów niepokonanym zawodnikiem był Antonín Šváb, który w piątej serii startów, w 17. biegu, przegrał właśnie z Kuzniecowem. Obaj zawodnicy zdobyli po 14 punktów, ale to Kuzniecow został zwycięzcą rundy. Drugi był Šváb, trzeci jego rodak, Antonin Kasper. Czekranow, który w dwóch etapach w Ufie zdobył 12 punktów, w Moskwie wywalczył tylko jeden, zrównując się w klasyfikacji łącznej ze Švábem. W biegu dodatkowym, decydującym o brązowym medalu zwyciężył Šváb.

## Punktacja
Do klasyfikacji końcowej liczyły się trzy najlepsze występy.
| Miejsce | 1 | 2 | 3 | 4 | 5 | 6 |
| ------- | - | - | - | - | - | - |
| Punkty  | 8 | 6 | 4 | 3 | 2 | 1 |

## Zawodnicy
Obsada mistrzostw została ustalona na podstawie eliminacji rozegranych w Leningradzie i Nowosybirsku, w których brali udział zawodnicy z 12 krajów. W rozgrywkach finałowych wystąpili przedstawiciele dziewięciu z nich (nie zakwalifikowali się zawodnicy z Bułgarii, Mongolii i Wielkiej Brytanii).
Stali uczestnicy
- ZSRR – Jurij Czekranow, Jurij Dudorin, Gabdrachman Kadyrow, Wiktor Kuzniecow, Boris Samorodow
- Czechosłowacja – Antonín Kasper, Stanislav Kubíček, Antonín Šváb
- Szwecja – Leif Enecrona, Kurt Westlund
- Austria – Helmut Walch
- Finlandia – Jouko Naskali
- Jugosławia – Drago Perko
- NRD – Peter Liebing
- Polska – Mieczysław Połukard
- RFN – Peter Knott

Zawodnik rezerwowy
- Finlandia – Martti Koivuoja

## Terminarz
| Lp.      | Data           | Stadion   | Miasto      | Zwycięzca           |
| -------- | -------------- | --------- | ----------- | ------------------- |
| półfinał | 12 - 13 lutego | Mototrek  | Leningrad   | Jurij Czekranow     |
| półfinał | 12 - 13 lutego | Motodrom  | Nowosybirsk | Wiktor Kuzniecow    |
| 1        | 19 lutego      | Stroitiel | Ufa         | Gabdrachman Kadyrow |
| 2        | 20 lutego      | Stroitiel | Ufa         | Gabdrachman Kadyrow |
| 3        | 24 lutego      | Dinamo    | Moskwa      | Gabdrachman Kadyrow |
| 4        | 25 lutego      | Dinamo    | Moskwa      | Wiktor Kuzniecow    |

## Klasyfikacja końcowa
| Poz | Zawodnik            | 1  | 2  | 3  | 4  | Punkty | Punkty biegowe |
| --- | ------------------- | -- | -- | -- | -- | ------ | -------------- |
| 1   | Gabdrachman Kadyrow | 8  | 8  | 8  | ns | 24     | 43             |
| 2   | Wiktor Kuzniecow    | 1  | 2  | 6  | 8  | 16     | 39             |
| 3   | Antonín Šváb        | 2  | 4  | 3  | 6  | 13+3   | 39             |
| 4   | Jurij Czekranow     | 6  | 6  | 1  | 1  | 13+2   | 35             |
| 5   | Boris Samorodow     | 3  | 3  | 4  | 2  | 10     | 36             |
| 6   | Jurij Dudorin       | 4  | 1  | 0  | 3  | 8      | 34             |
| 7   | Antonín Kasper      | 0  | 0  | 0  | 4  | 4      | 30             |
| 8   | Stanislav Kubíček   | 0  | 0  | 2  | 0  | 2      | 27             |
| 9   | Kurt Westlund       | 0  | 0  | 0  | 0  | 0      | 23             |
| 10  | Peter Liebing       | 0  | 0  | 0  | 0  | 0      | 21             |
| 11  | Jouko Naskali       | 0  | 0  | 0  | 0  | 0      | 18             |
| 12  | Helmut Walch        | 0  | 0  | 0  | 0  | 0      | 14             |
| 13  | Peter Knott         | 0  | 0  | 0  | 0  | 0      | 10             |
| 14  | Mieczysław Połukard | 0  | 0  | 0  | 0  | 0      | 9              |
| 15  | Leif Enecrona       | 0  | 0  | 0  | 0  | 0      | 7              |
| 16  | Drago Perko         | 0  | 0  | 0  | 0  | 0      | 6              |
| 17  | Martti Koivuoja     | ns | ns | ns | 0  | 0      | 6              |